# Bastoncello

Rappresentazione schematica del bastoncello.

Il bastoncello è una cellula fotosensibile della retina (ossia un fotorecettore). Consente la visione in condizioni di scarsa luminosità, ma non la percezione cromatica che è garantita dai coni.

## Anatomia
Presenta una struttura peculiare nella quale rintracciamo:
1. una porzione esterna (caratterizzata da estroflessioni che ne aumentano la superficie, consentendo la compresenza di un maggior numero di pigmenti visivi);
2. una porzione interna (dove si trovano il nucleo cellulare e i mitocondri, che producono nuove molecole di pigmento);
3. un terminale sinapsico da cui vengono rilasciati i neurotrasmettitori.

Il numero dei bastoncelli in ogni occhio è all'incirca un numero compreso tra i 75 ed i 150 milioni circa. Ritenere che il loro numero medio sia 100 milioni appare una buona approssimazione aderente alle valutazioni ed evidenze scientifiche finora presentate dalle varie fonti:
Alcune, come Osterberg nel 1935, ritengono il numero sia 120-150 milioni, mentre più recentemente, fonti come Curcio et al. nel 1990, propendono per il numero di 90-95 milioni.
Sui dischi rintracciamo la rodopsina (una proteina che funge da pigmento visivo). Poi c'è la trasducina (un enzima); queste molecole, se stimolate dall'energia elettromagnetica (luce), vengono attivate a cascata.

## Funzione
I bastoncelli hanno una funzione complementare ai coni. Infatti, operano in situazioni di scarsa visibilità (per esempio in una stanza poco illuminata) e garantiscono la cosiddetta visione scotopica (detta anche 'notturna').
La sensibilità dei bastoncelli è talmente elevata che un numero esiguo di fotoni è sufficiente per eccitarli o secondo altri studi, è sufficiente un unico fotone.

## Ciclo visivo
Il ciclo visivo è una serie di reazioni chimiche che hanno luogo nei coni e nei bastoncelli e permettono di trasdurre il segnale luminoso in uno stimolo elettrico inviato al cervello. La proteina fondamentale e caratteristica dei bastoncelli per la trasduzione dello stimolo luminoso è la rodopsina, un complesso formato dalla proteina opsina e dal suo gruppo prostetico, l'11-cis-retinale, un derivato del β-carotene. L'opsina è una proteina collocata nel segmento esterno dei bastoncelli, precisamente all'interno della loro membrana discale. È provvista di sette α eliche transmembrana, pesa 40 KDa, e alla lisina 296 (nella settima elica) è legato l'11-cis-retinale. Nei coni al posto della rodopsina sono presenti tre diversi pigmenti proteici che assorbono le lunghezze d'onda corrispondenti al rosso, al verde e al blu.

Quando la rodopsina viene colpita da fotoni l'11-cis-retinale si isomerizza a tutto-trans-retinale in pochi picosecondi. La rodopsina in seguito all'isomerizzazione si riorganizza in varie forme intermedie della durata di poche decine di nanosecondi o di poche decine di microsecondi, ciascuna e dalla conformazione sconosciuta, precisamente la batorodopsina, la lumirodopsina, la metarodopsina I, fino ad assumere una conformazione più stabile nella metarodopsina II, detta anche rodopsina attiva. La metarodopsina II si lega alla trasducina, una proteina G trimerica con legato GDP e il legame favorisce lo scambio del GDP con GTP. Il complesso metarodopsina II-trasducina con legato GTP si dissocia subito nella subunità α della trasducina, con legato GTP, nel complesso formato dalle subunità β e γ della trasducina e nella metarodopsina II.

La metarodopsina II è fosforilata dalla rodopsina chinasi con consumo di ATP, quindi la metarodopsina II fosforilata si lega all'arrestina che blocca la sua interazione con la trasducina, per poi dissociarsi in opsina e retinale tutto-trans. Il retinale tutto-trans viene trasformato dalla retinale reduttasi in tutto trans-retinolo, questo in 11-cis-retinolo, quindi in 11-cis-retinale che si lega ancora una volta all'opsina per formare rodopsina e iniziare un nuovo ciclo visivo. Nel frattempo la subunità α della trasducina con legato GTP interagisce con la fosfodiesterasi (un tetramero formato da una subunità α, una β e due subunità regolatrici γ), il legame converte il GTP in GDP+P (la subunità α della trasducina è funzionalmente un ATPasi) e permette alla subunità α di ricomporre il trimero della trasducina+GDP, mentre la fosfodiesterasi si divide in un complesso formato dalle subunità α e β e in un altro formato dalle γ. 
Il primo complesso catalizza la trasformazione del cGMP (già ottenuto da GTP grazie alla guanilato ciclasi) in 5'-GMP + H+ chiudendo i canali del Na+ posti sulla membrana plasmatica del bastoncello, poi si riassocia alle subunità regolatrici γ. Questi canali infatti si trovano sempre parzialmente aperti nella cellula e sono mantenuti tali dal legame con cGMP, dunque una diminuzione del cGMP provoca una diminuzione dei canali del Na+ aperti.

A sua volta il cGMP è anche regolato dalla concentrazione di Ca2+ intracellulare, pompato nel citoplasma dagli stessi canali del Na+, in particolare se la concentrazione del Ca2+ citosolico aumenta, l'attività della guanilato ciclasi si abbassa, con conseguente minor produzione di cGMP da GTP, quando invece i canali del Na+ sono chiusi il Ca2+ rimane nello spazio extracellulare e la guanilato ciclasi è attiva. Normalmente il potenziale di riposo della membrana plasmatica di un bastoncello è -30 mV ed è mantenuta tale dallo stato parzialmente aperto in cui versano normalmente i canali del Na+. Quando il cGMP diminuisce i canali del Na+ aperti sono sempre meno, e questo provoca l'iperpolarizzazione della membrana sino a -35 mV per pochi millisecondi. In questo modo il segnale è trasdotto al cervello.